# Neoperla bituberculata
Neoperla bituberculata är en bäcksländeart som beskrevs av Du 2000. Neoperla bituberculata ingår i släktet Neoperla och familjen jättebäcksländor. Inga underarter finns listade i Catalogue of Life.